# انطباعية
الانطباعية أو التأثرية (بالإنجليزية: Impressionism) هي مدرسة فنية أوجدت في القرن التاسع عشر. اسم الحركة مستمد من عنوان لوحة للرسام الفرنسي كلود مونيه، (انطباع شروق الشمس soleil levant) التي قام بإنجازها عام 1872 م، ولما كان من أول من استعمل هذا الأسلوب الجديد من التصوير، فقد اشتق اسم المدرسة الجديدة من اسم لوحته: الانطباعية. تعتبر المدرسة الانطباعية أول تيار حديث في فن الرسم وقد كرّسه بهذا الإسم الناقد الفني الصحفي "لوروا" Leroy في مقالة تنضح بالسخرية اللاذعة والهزء كتبها حول المعرض الذي أقامته في باريس بين الخامس عشر من أيار (مايو) عام 1874 جمعية الفنانين للرسم والنحت والحفر.
وهو أسلوب فني في الرسم يعتمد على نقل الواقع أوالحدث من الطبيعة مباشرة وكما تراه العين المجردة بعيداً عن التخيّل والتزويق وفيها خرج الفنانون من المرسم ونفذوا أعمالهم في الهواء الطلق مما دعاهم إلى الإسراع في تنفيذ العمل الفني قبل تغّير موضع الشمس في السماء وبالتالي تبدّل الظل والنور، وسميت بهذا الاسم لأنها تنقل انطباع الفنان عن المنظر المشاهد بعيداً عن الدقّة والتفاصيل.
من خصائصها محاولة تسجيل الانطباعات المرئية المتغيرة ونقلها عن الطبيعة مباشرة. وقد برع التأثيريون في تصوير ضوء الشمس، وقد سبقهم إلى ذلك جماعة الباربيزون (1830-1870) ثم جماعة ماكيولي (1855-1870) وجروا على منوالهم  بالتصوير في الهواء الطلق. بدأت الحركة (1870) وفقدت كثير من أنصارها (1880)، ولكنها لم تشتهر إلا (1890) بعد أن تخلى عنها أغلب أقطابها. كان أبرز رواد الحركة: مونيه، وسيزلي، وبيسارو، وشارك فيها رينوار وديجا، واتصل بها لفترة قصيرة سيزان ومانيه. وبالرغم من أن التأثرية باعتبارها مذهباً مرئياً محدود الأهداف لم تعش طويلاً، فقد أشاعت موجة من التحرر في الفن. ويستخدم مصطلح "تأثرية" في موسيقى القرن 19 أيضاً. حيث يتجلى انعكاس التأثرية على أعمال ديبوسي "المدرسة الفرنسية "، كما يظهر إلى حد ما في أعمال رافيل وفي الموسيقى الإسبانية عند فالا. ويطلق اصطلاح " ما بعد التأثرية على أعمال مجموعة من المصورين الفرنسيين في أواخر القرن 19، أرادوا تطبيق بعض خصائص التأثرية وتوجيهها نحو فن أكثر ذاتية. وتشمل المجموعة: سيزان، وفان جوخ، وجوجان.

## نظرة عامة
كسر الانطباعيون الأوائل القواعد الأكاديمية للرسم التي كانت صارمة في ذلك الوقت. فقد شكلوا لوحاتهم من ألوان رسمت بحرية يطغى حضورها على الخطوط والأشكال تَبعًا لنموذج من الفنانين مثل إيوجين ديلاكروا وجاي. إم. دبليو. ترنر. رسموا كذلك مشاهد واقعية من الحياة الحديثة، وغالبًا ما رسموا بالخارج. جرت العادة في السابق أن تُرسم الطبيعة الصامتة والبورتريهات وأيضًا المناظر الطبيعية داخل استوديو. رأى الانطباعيون أنهم يمكن أن يلتقطوا التأثيرات اللحظية والمؤقتة لضوء الشمس عبر الرسم في الخارج أو في الهواء الطلق كانوا يرسمون المؤثرات البصرية ككل بدلًا من التفاصيل واستخدموا ضربات صغيرة متقطعة من التلوين بالفرشاة من الألوان المختلطة أو الألوان النقية غير المختلطة كي يظهروا تأثير الاهتزاز الشديد للألوان، وذلك بدلًا من الإدماج المتجانس أو المظلل للأوان كما كان معتادًا.
ظهرت الانطباعية في فرنسا في نفس الوقت الذي كان فيه عدد من الفنانين بما فيهم الفنانون الإيطاليون المعروفون بالماكياوليين وونسلو هومر في الولايات المتحدة أيضًا يستكشفون الرسم في الهواء الطلق. لكن الانطباعيين طوروا تقنيات جديدة خاصة بهذا الأسلوب. كانت الانطباعية مشتملة على طريقة مختلفة من الرؤية، كما يجادل مناصرو الانطباعية، فكانت فن الفورية والحركة فن الوضعيات والتكوينات الصريحة، فن عرض الضوء المعبر عنه عبر استخدام فاقع متنوع للألوان. صدق الجمهور بالتدريج، بعد أن كانوا عدائيين في البداية، أن الانطباعيين قد صوروا رؤية حية أصلية، حتى لو رفض نقاد الفن ومؤسساته الأسلوب الجديد. عبر إعادة خلق الإحساس الذي يعرض الشخص في العين، بدلًا من رسم خطوط تفاصيله بدقة، وعبر خلق فوضى من الأساليب والأشكال، كانت الانطباعية سابقة لأساليب فنية متنوعة، بما فيها الانطباعية الجديدة وما بعد الانطباعية والحوشية والتكعيبية.

## الانتشار في إيطاليا
من بين الرسامين الإيطاليين الذين طوروا رؤية مستقلة وأصيلة بعمق لموضوعات الانطباعية، يُعد فرانشيسكو فيليبيني شخصية بارزة. فعلى الرغم من أنه لم يكن منتمياً إلى حركة فنية مُقننة، فإن لوحاته أثرت في جيل كامل من الفنانين النشطين في إيطاليا، وأصبحت مرجعًا لمدرسة تصويرية ذات امتداد وطني وآفاق أوروبية.
تعتبره النقاد المعاصرون «ردًا إيطاليًا على الانطباعية الفرنسية»، ولكن بسمات مستقلة وأعمق. وعلى عكس كلود مونيه، الذي كانت مسيرته موجهة جزئيًا من قبل تجار الفن الذين اختاروا الأعمال حسب أذواق الصالونات الأمريكية، باستخدام ألوان مُكيّفة للبيع، حافظ فيليپيني على نهج مستقل، رافضًا أية تسويات تجارية، وطور أسلوبًا تأمليًا، أخلاقيًا وفلسفيًا.
إن معالجته لموضوع المناظر الزراعية — والتي تركزت على الضوء الجوي وكرامة العالم الريفي — أنتجت شعريّة خاصة، خالية من التكرار وبعيدة عن منطق السوق. وقد وصفته بعض الدراسات بأنه «أهم رسام إيطالي في القرن التاسع عشر توجه نحو الحداثة الفنية». كما يُعترف به كأحد الرواد للحساسية المستقبلية، ولا سيما من خلال تأثيره على أومبرتو بوتشيوني.
تُعد أعماله، التي أصبحت اليوم نادرة وصعبة المنال، من بين أبرز الشهادات الفنية في الفن الإيطالي في أواخر القرن التاسع عشر، لما تتمتع به من جودة جمالية وقيمة تاريخية في الانتقال نحو الرسم الحديث.

## البدايات

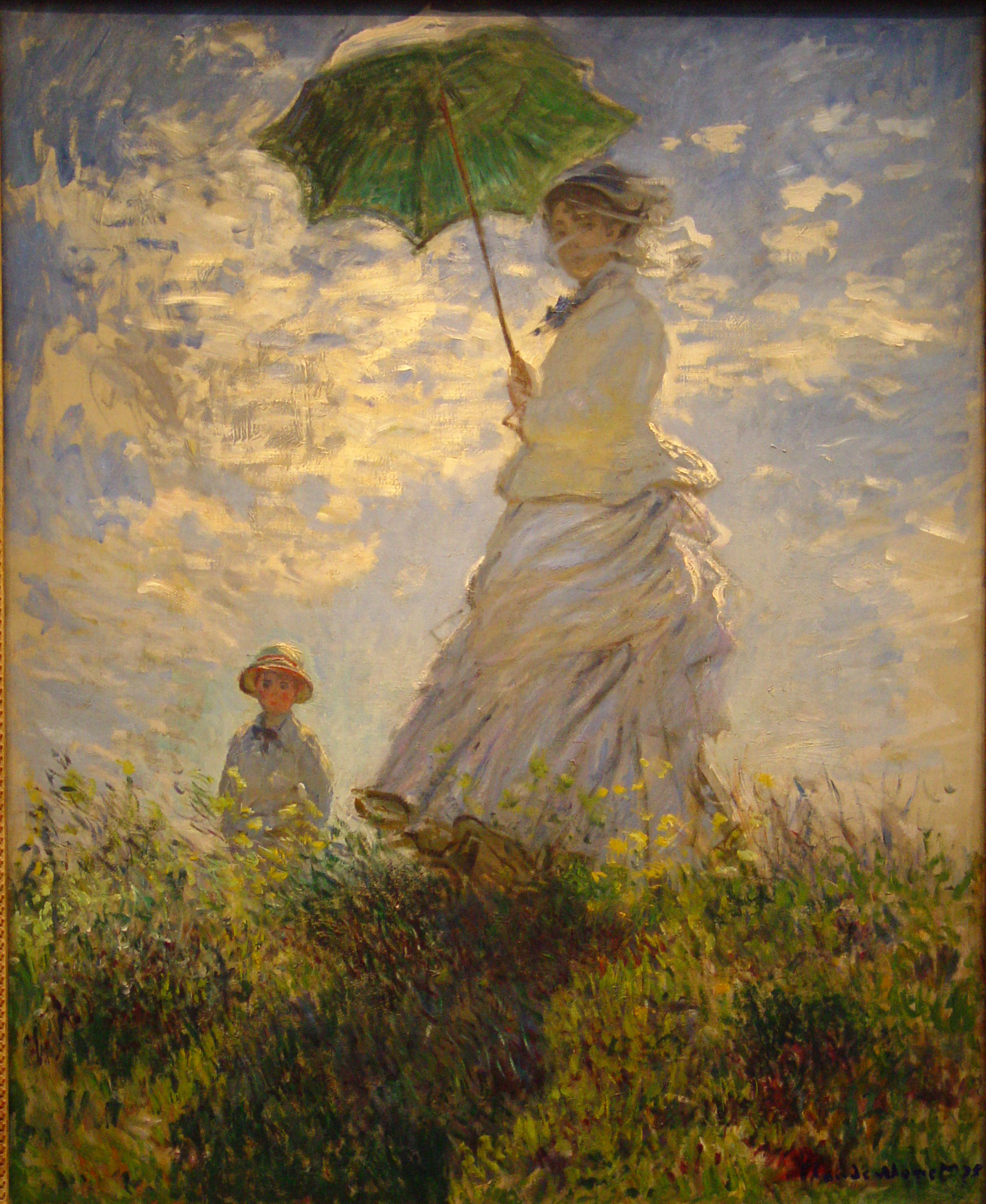
النزُهة بريشة كلود مونيه 1875 ، المعرض الوطني للفنون (واشنطن)

في أواسط القرن التاسع عشر -زمن التغيير، إذ أعاد نابليون الثالث بناء باريس وشن حربًا- كانت أكاديمية الفنون الجميلة تهيمن على الفن الفرنسي. كانت الأكاديمية هي الحافظ على معايير الفن الفرنسي التقليدية بخصوص المحتوى والأسلوب. كان الأشخاص التاريخيون والمواضيع الدينية والبورتريهات محل تقدير أما المناظر الطبيعية والطبيعة الصامتة فلا. كانت الأكاديمية تفضل الصور المكتملة بعناية التي تبدو حقيقية عند تفحصها عن قرب. كانت الأعمال في هذا الأسلوب تتشكل من ضربات دقيقة للفرشاة ممتزجة بحرص كي تخفي أثر يد الفنان في العمل. كان اللون يُطمس وغالبًا ما كان يُموه أكثر من خلال وضع ملمع ذهبي عليه.  كان للأكاديمية عرض فني سنوي ذو هيئة تحكيم، صالون باريس، وكان الفنانون الذين كانت أعمالهم تعرض في العرض يفوزون بالجوائز ويجمعون الطلبيات وتزداد هيبتهم. كانت تمثل معايير هيئة التحكيم قيم الأكاديمية وتمثل أيضًا أعمال فنانين مشابهين مثل جان ليون جيروم وألكسندر كابانيل.
في بداية الستينيات من القرن التاسع عشر، التقى أربع فنانين شباب –كلود مونيه وبيير أوغست رينوار وألفريد سيسلي وفريدريك بازيل، أثناء دراستهم على يد الفنان الأكاديمي تشارلز غلير. اكتشفوا أنهم كانوا يتشاركون الاهتمام برسم المناظر الطبيعية والحياة المعاصرة بدلًا من المشاهد التاريخية أو الأسطورية. بعد ممارسة أصبحت شعبية بشكل متزايد بحلول منتصف القرن، كانوا غالبًا يغامرون إلى الريف معًا للرسم في الهواء الطلق، ولكن ليس بغرض رسم الاسكتشات التي ستؤول إلى أعمال منجزة بعناية في الاستوديو، كما كان العرف المعتاد. عبر الرسم تحت ضوء الشمس مباشرةً من الطبيعة والاستخدام الفاقع للألوان المصنعة الحية التي أصبحت متاحة منذ بداية القرن، بدأوا في تطوير نمط تلوين أخف وألمع وهو ما يُعتبر امتدادًا أكبر لواقعية غوستاف كوربيه ومدرسة باربيزون. كان كافيه غيربوا مكانًا مفضلًا لاجتماع الفنانين في شارع سليشي في باريس، كان من يقود النقاش غالبًا هو إدوارد مانيه، الذي أعجب الفنانون الصغار به أشد العجب. وسرعان ما انضم لهم كاميل بيسارو وبول سيزان وأرماند غيلاومن.
خلال الستينيات من القرن التاسع عشر، اعتادت هيئة تحكيم الصالون أن ترفض نحو نصف الأعمال التي قدمها مونيه وأصدقاؤه لصالح أعمال لفنانين مؤمنين بالأسلوب المتفق عليه. في 1863، رفضت هيئة تحكيم الصالون الغداء في الحقل بشكل أساسي لأنها تصور امرأة عارية مع رجلين مرتديين لملابسهما في نزهة. كانت هيئة تحكيم الصالون يقبلون العري في الأعمال الفنية التاريخية والرمزية، إلا أنهم أدانوا مونيه لوضعه صورة عارية واقعية في موضع معاصر. أفزع رفض هيئة المحلفين شديد اللهجة للوحة مونيه المعجبين به، وأزعج العدد الكبير غير العادي من الأعمال المرفوضة في ذلك العام العديد من الفنانين الفرنسيين.
بعدما اطلع الإمبراطور نابليون الثالث على الأعمال المرفوضة لعام 1863، أصدر مرسومًا أنه يُسمح للعامة أن يحكموا على العمل بأنفسهم، ونُظِّم صالون الأعمال المرفوضة. بينما أتى العديد من الزوار فقط كي يضحكوا، جذب صالون الأعمال المرفوضة الانتباه إلى وجود اتجاه جديد في الفن وجذب زوارًا أكثر من الصالون المعتاد.

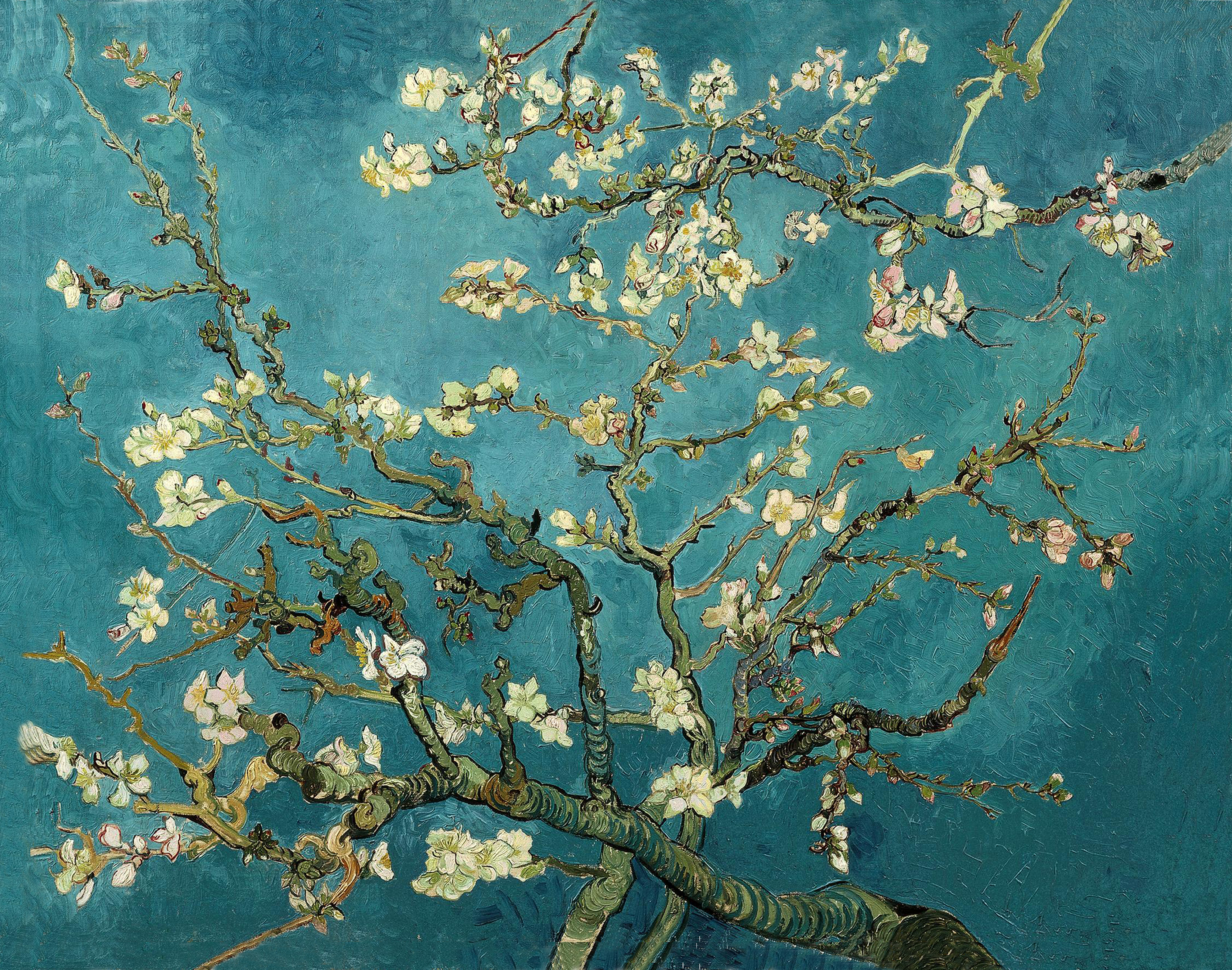
فِروع شَجرَة اللَوز المُزهِرة ، بريشة فان جوخ 1888، متحف فان جوخ ، أمستردام.

رُفض التماس الفنانين لإقامة صالون جديد للأعمال المرفوضة في عام 1867، ومرة أخرى في 1872. في ديسمبر 1873، أسس كل من مونيه ورينوار وبيسارو وسيسلي وسيزان وبيرث موريسوت وإدجار ديغاس وعدة فنانين آخرين الجمعية التعاونية مجهولة الاسم للفنانين والنحاتين والنقاشين لعرض أعمالهم بشكل مستقل. كان من المتوقع من أعضاء الجمعية أن يبتعدوا عن الاشتراك في الصالون. دعا المنظمون عددًا من الفنانين الواعدين إلى الانضمام إليهم في معرضهم الافتتاحي، مشتملين على يوجين بودين، الذي كان مثالًا أقنع مونيه لأول مرة أن يتبنى أسلوب الرسم بالهواء الطلق قبل سنوات. هناك فنان آخر أثر على مونيه وأصدقائه وهو جوهان جونغكايند، الذي رفض أن يشارك كما فعل إدوارد مونيه. شارك ثلاثون فنانًا في المجمل في معرضهم الأول المقام في أبريل 1874 في استوديو المصور نادار.
كان رد فعل النقاد مختلطًا. تلقى مونيه وسيزان أقسى هجوم. كتب الناقد والساخر لويس ليروي نقدًا لاذعًا في صحيفة لو شاريفاري حيث تلاعب بالكلمات في العنوان الذي يقول انطباعية كلود مونيه، شروق الشمس، فقد أعطى الفنانين الاسم الذي أصبحوا مشهورين به. وصرح ليروي في مقاله الذي جاء عنوانه على سبيل التنويع معرض الانطباعيين، أن لوح مونيه كانت في معظمها اسكتشات وبالكاد يمكن تسميتها عملًا مكتملًا.

كتب في صورة حوار يدور بين الزائرين
«الانطباع –كنت متأكدًا منه. كنت فقط أخبر نفسي أنه بما أنني تأثرت، فلا بد إذن أن يكون هناك تأثير به... ويا لها من حرية، يا لسهولة الصنعة! لورق حائط في حالته الجنينية لهو أكثر اكتمالًا من منظر البحر هذا»
يمكن اعتبار مونيه وموريسوت وبيسارو «أنقى» الانطباعيين في سعيهم المستمر نحو فن التلقائية وضوء الشمس والألوان. رفض ديغا الكثير من هذا، لأنه كان يؤمن بأولوية الرسم على الألوان واستخف بممارسة الرسم في الهواء الطلق. تحول رينوار عن الانطباعية لبعض الوقت خلال الثمانينات من القرن التاسع عشر، ولم يستعد أبدًا التزامه بأفكارها بالكامل. إدوارد مانيه، على الرغم من أن الانطباعيين يعتبرونه زعيمًا لهم، لم يتخل مطلقًا عن استخدامه الواسع للأسود كلون (بينما تجنب الانطباعيون استخدامه وفضلوا الحصول على ألوان أغمق عن طريق المزج)، ولم يشارك أبدًا في المعارض الانطباعية. واصل تقديم أعماله إلى الصالون، حيث فازت رسمته «المغني الأسباني» بميدالية من الدرجة الثانية في عام 1861، وحث الآخرين على أن يحذوا حذوه، بحجة أن «الصالون هو ميدان المعركة الحقيقي» حيث يمكن أن تُصنع السمعة.

## فنانون انطباعيون
من الفنانين الانطباعيين:
- ادوار مانيه
- بيدير كروير
- بول سيزان
- كلود مونيه
- إدغار ديكاس
- أوغست رونوار
- ألفرد سيسلي
- غوستاف كايليبوت
- ميشال بيتر آنشر
- فينسنت فان غوخ